# Varangéville
Ne doit pas être confondu avec Varengeville.
Varangéville est une commune française située dans le département de Meurthe-et-Moselle, en région Grand Est. Elle appartient à l'unité urbaine de Dombasle-sur-Meurthe et à l'aire urbaine de Nancy.
Ses habitants sont les Varangévillois et les Varangévilloises.

## Géographie

### Localisation
Varangéville est située sur les bords de la Meurthe et le canal de la Marne au Rhin à mi-chemin entre Nancy et Lunéville.
Le territoire comprend deux écarts. Il s'agit des fermes champêtres de Trimolot et de Saint-Louis, toutes deux accessibles par la RD 80, à l'extrémité Est du territoire en direction d'Haraucourt.

### Communes limitrophes
Le territoire de la commune est limitrophe de 7 communes.
| Art-sur-Meurthe       | Lenoncourt           | Haraucourt Buissoncourt |
| Saint-Nicolas-de-Port | Varangéville         |                         |
|                       | Rosières-aux-Salines | Dombasle-sur-Meurthe    |

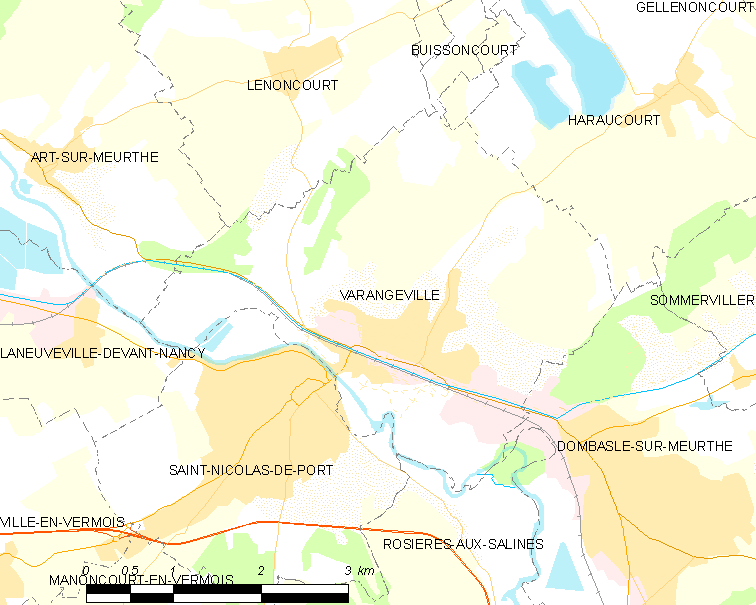
Carte de la commune.
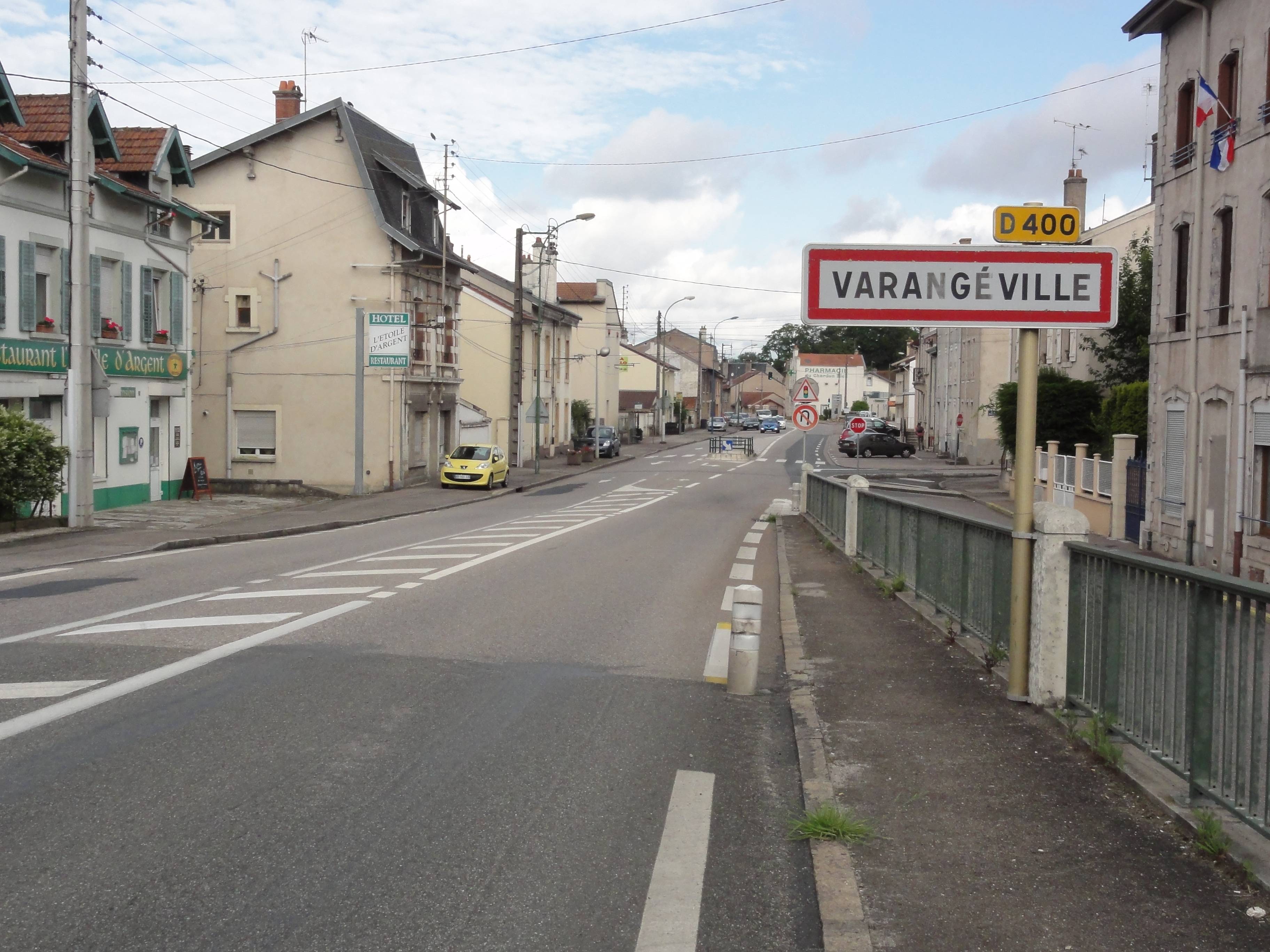
Entrée de Varangéville.

### Sismicité
Commune située dans une zone 1 de sismicité très faible.

### Hydrographie
La commune est dans le bassin versant du Rhin au sein du bassin Rhin-Meuse. Elle est drainée par la Meurthe, la Roanne et le canal de la Marne au Rhin,.
La Meurthe, d'une longueur de 161 km, prend sa source dans la commune du Valtin et se jette  dans la Moselle à Pompey, après avoir traversé 53 communes. Les caractéristiques hydrologiques de la Meurthe sont données par la station hydrologique située sur la commune de Laneuveville-devant-Nancy. Le débit moyen mensuel est de 35,5 m3/s. Le débit moyen journalier maximum est de 689 m3/s, atteint lors de la crue du 4 octobre 2006. Le débit instantané maximal est quant à lui de 779 m3/s, atteint le même jour.
La Roanne s'écoule au Nord du territoire. D'une longueur de 16 km, elle prend sa source dans la commune de Hoéville et se jette  dans la Meurthe à Saint-Nicolas-de-Port, après avoir traversé neuf communes. 
Le canal de la Marne au Rhin, long de 293 km et comportant 178 écluses à l'origine, relie la Marne (à Vitry-le-François) au Rhin (à Strasbourg). Par le canal latéral de la Marne, il est connecté au réseau navigable de la Seine vers l'Île-de-France et la Normandie. 

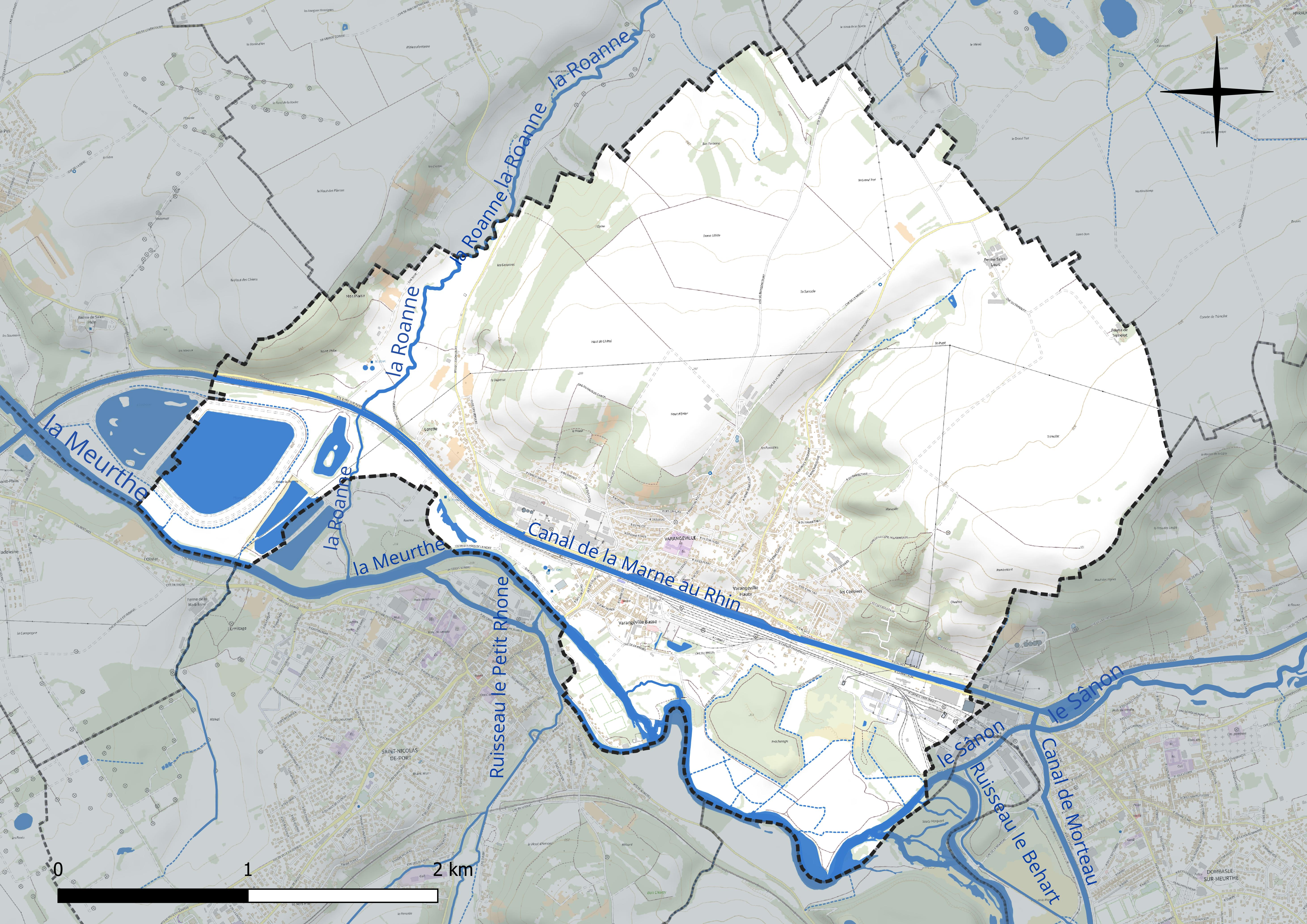
Réseau hydrographique de Varangéville.

### Climat
Pour des articles plus généraux, voir Climat du Grand Est et Climat de Meurthe-et-Moselle.
En 2010, le climat de la commune est de type climat océanique dégradé des plaines du Centre et du Nord, selon une étude du Centre national de la recherche scientifique s'appuyant sur une série de données couvrant la période 1971-2000. En 2020, Météo-France publie une typologie des climats de la France métropolitaine dans laquelle la commune est exposée à un climat semi-continental et est dans la région climatique  Lorraine, plateau de Langres, Morvan, caractérisée par un hiver rude (1,5 °C), des vents modérés et des brouillards fréquents en automne et hiver. 
Pour la période 1971-2000, la température annuelle moyenne est de 9,9 °C, avec une amplitude thermique annuelle de 17 °C. Le cumul annuel moyen de précipitations est de 799 mm, avec 11,8 jours de précipitations en janvier et 9,4 jours en juillet. Pour la période 1991-2020, la température moyenne annuelle observée sur la station météorologique de Météo-France la plus proche, « Nancy-Essey », sur la commune de Tomblaine à 9 km à vol d'oiseau, est de 11,0 °C et le cumul annuel moyen de précipitations est de 746,3 mm. 
La température maximale relevée sur cette station est de 40,1 °C, atteinte le 24 juillet 2019 ; la température minimale est de −24,8 °C, atteinte le 21 février 1956,,. 
Les paramètres climatiques de la commune ont été estimés pour le milieu du siècle (2041-2070) selon différents scénarios d'émission de gaz à effet de serre à partir des nouvelles projections climatiques de référence DRIAS-2020. Ils sont consultables sur un site dédié publié par Météo-France en novembre 2022.

### Voies de communication et transports

#### Voies routières
La route principale qui traverse la ville reliant Saint-Nicolas-de-Port à Dombasle-sur-Meurthe est l'ancienne RN 4 Paris-Strasbourg. On l'appelle aujourd'hui la RD 400. Art-sur-Meurthe est reliée par la RD 2 ; Lenoncourt par la RD 2k et Haraucourt par la RD 80.

#### Transports en commun
- Fluo Grand Est.

##### Lignes SNCF
La gare de Varangéville-Saint-Nicolas se situe sur la commune. Elle est placée sur la voie historique qui reliait Paris à Strasbourg. Cette gare a l'avantage de mettre Varangéville à 10 minutes du centre de Nancy.

### Intercommunalité
Commune membre de la Communauté de communes des Pays du Sel et du Vermois.

## Urbanisme

### Typologie
Au 1er janvier 2024, Varangéville est catégorisée centre urbain intermédiaire, selon la nouvelle grille communale de densité à sept niveaux définie par l'Insee en 2022.
Elle appartient à l'unité urbaine de Dombasle-sur-Meurthe, une agglomération intra-départementale regroupant quatre  communes, dont elle est une commune de la banlieue,,. Par ailleurs la commune fait partie de l'aire d'attraction de Nancy, dont elle est une commune de la couronne,. Cette aire, qui regroupe 353 communes, est catégorisée dans les aires de 200 000 à moins de 700 000 habitants,.

### Occupation des sols
L'occupation des sols de la commune, telle qu'elle ressort de la base de données européenne d’occupation biophysique des sols Corine Land Cover (CLC), est marquée par l'importance des territoires agricoles (66 % en 2018), en diminution par rapport à 1990 (72,6 %). La répartition détaillée en 2018 est la suivante : 
terres arables (31,1 %), prairies (25,1 %), zones industrielles ou commerciales et réseaux de communication (13,4 %), zones urbanisées (12,1 %), cultures permanentes (9,8 %), forêts (6,4 %), mines, décharges et chantiers (2,1 %). L'évolution de l’occupation des sols de la commune et de ses infrastructures peut être observée sur les différentes représentations cartographiques du territoire : la carte de Cassini (XVIIIe siècle), la carte d'état-major (1820-1866) et les cartes ou photos aériennes de l'IGN pour la période actuelle (1950 à aujourd'hui).

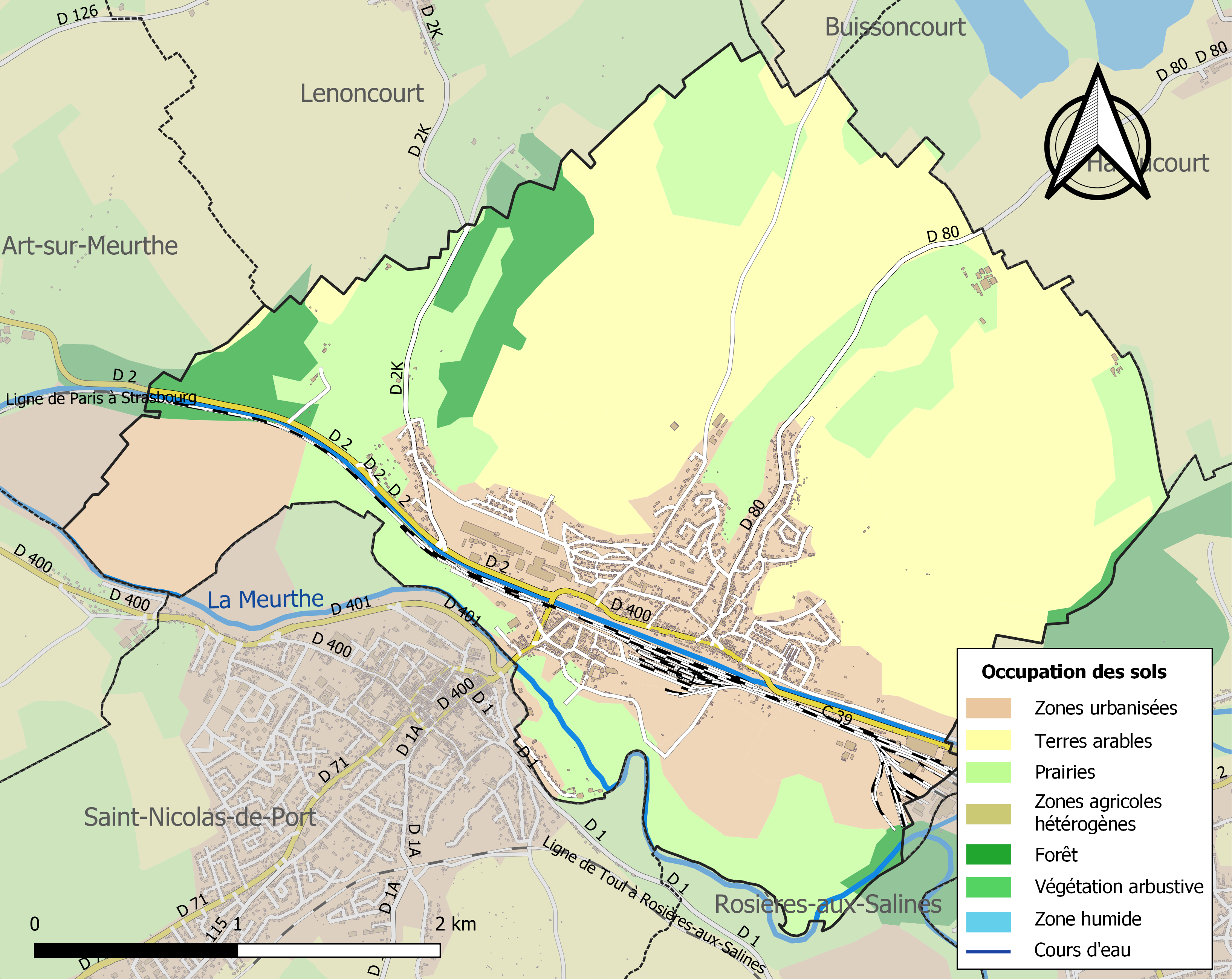
Carte des infrastructures et de l'occupation des sols de la commune en 2018 (CLC).

## Toponymie
Le nom de la localité est attesté sous les formes Warengesi villa [in pago Calvomontense] (770),, Vuarengisivilla (910), Pagus Varengisi villæ (968), Warigis villa (960-984), Waregevilla (1197), Varengevilla (1234), Waringi villa (xiiie siècle), Warempgeyvile (1248), Warangievile (1275), Waurengeuville (1279), Waringisi villa (1296), Warengevile (1301), La Grande et la Petite Wairengeville (1385), Warengevilla (1402), Warengeville (1522), Warangéville (1525), Warrengeville (1526), Les Warrengevilles (1557), La Grande et la Petite Varangéville (1633), La Basse et la Haute Varangéville (1712), Les Varangévilles (1703).
Il s'agit d'une formation toponymique médiévale en -ville au sens ancien de « domaine rural ». Le premier élément Varangé- représente vraisemblablement un anthroponyme selon le cas général. Albert Dauzat propose le nom de personne germanique Warengar que l'on retrouverait dans Varengeville-sur-Mer (Seine-Maritime, Warengervilla 1192) et Saint-Pierre-de-Varengeville (Seine-Maritime, Warengiervillam XIIe siècle).
On ne note cependant aucune trace d'un [r] dans les formes anciennes, il faut supposer qu'il ait hypothétiquement évolué en [s]. C'est pourquoi, il est sans doute préférable d'envisager un recours au nom de personne germanique Waringīs (latin médiéval Waringisus) bien attesté dans les textes,, dont Albert Dauzat n'avait vraisemblablement pas connaissance. Il s'accorde avec les mentions anciennes du type Warengisi / Waringisi (avec la désinence latine -i du génitif des masculins en -us), ainsi qu'avec la forme moderne Varengéville dont le -é- représente la trace d'un ancien [s].
Varangéville se prononce Ouerginville ou Vargenville en lorrain roman aux XIXe et XXe siècles. Ces formes proviendraient d'un schéma d'évolution phonétique par métathèses, fréquentes en linguistique, tandis que la forme administrative résulte de la fixation d'un état de langue antérieur.

## Histoire

### Période gallo-romaine
Les résultats de fouilles archéologiques réalisées dans la première moitié du XXe siècle à proximité immédiate du cimetière de Varangéville laissent penser qu'une coutume romaine de bornage s'est poursuivie longtemps à cet endroit.

#### Légende des origines de Varangéville
Source : https://www.saintnicolasenlorraine.com/_media/publisher-eglise-varangeville.pdf

### Moyen Âge
En 1943, un cimetière mérovingien connu de longue date fut fouillé. Il est situé au lieu-dit le haut de Châtel. On y a trouvé 34 sépultures dont l'origine s'échelonne entre l'an 600 de notre ère et le VIIIe siècle. Le très faible nombre de tombes féminines fait penser à un cimetière militaire. Le rapport de fouilles décrit avec moult détails les objets funéraires.
Lors de la création du prieuré qui est à l'origine de la ville de Varangéville, une seigneurie du nom de Chaumont fut jointe à la donation du domaine rural. On ne sait pas si Chaumont est le nom originel de la communauté villageoise ou s'il s'agissait d'un village voisin ?
À la fin du VIIIe siècle, les moines de Gorze fondent un prieuré de bénédictins qui aidera au développement de la ville. En fait, c'est la donation à l'abbaye de Gorze d'un vaste domaine rural avec ses appendices et ses droits de seigneurie qui fut à l'origine de l'église et du prieuré lui-même. Le nom de Varangéville apparaît pour la première fois dans un document daté de 770. Il s'agit du cartulaire de Gorze dans lequel Angilran, évêque de Metz, donne à l'abbaye un vaste domaine à Varangéville. Ce n'est qu'en 849 que les chartes mentionnent la cellula de Varangéville.
Pendant tout le Moyen Âge, l'histoire de Varangéville se confond avec celle du prieuré. Les abbés qui se succédèrent à la direction du prieuré régnèrent en seigneurs sur Varangéville. Ce sont eux qui créaient les maires et les officiers de justice. Ils avaient le monopole sur la fiscalité, sur le temporel et sur le spirituel. Leur pouvoir s'étendait bien au-delà de Varangéville comme il est indiqué dans les paragraphes suivants.
Entre 1052 et 1070, les habitants de Varangéville sont en révolte contre Udon évêque de Toul. Ils refusent de se soumettre à ce prélat, étant déjà sous la tutelle de l'abbé de Gorze. En juillet 1057, Udon porte une sentence en synode à Trêves contre les habitants de Varangéville. Une assemblée des évêques se tint alors à Toul. Elle contraignit les rebelles par censure à se soumettre à la juridiction de l'évêque.
En 1159, lors de l'érection de la primatiale de Nancy, le cardinal de Lorraine commendataire de la primatiale de Clairlieu cède à la primatiale de Nancy un gagnage situé à Varangéville.
En 1191, le duc Simon II renonce à tous droits et prétentions en faveur des prieurés de Varangéville et de Saint-Nicolas à tout ce qu'il possède dans les moulins d'Arc (Art-sur-Meurthe) et de Varangéville et au cours de la rivière (la Meurthe) dépendant desdits prieurés.
En 1203, Pierre abbé de Gorze donne à l'abbaye de Clairlieu ce qui lui avait été donné par Frédéric, chevalier de Blehors. L'abbé de Gorze se réserve cependant pour lui et pour son église de Varangéville (Varengesvilla), l'usage du bois de maronage et de chauffage dans les forêts de Blehors. Blehors est une ancienne métairie détruite au XVIIesiècle sur le territoire de Blainville-sur-l'Eau : le droit de maronage ou de marnage était un droit de prélever en forêt des grumes destinées au bois de charpente.
En 1222, une sentence de l'abbé de Beaupré et du prieur de Varangéville confirmée par le duc Mathieu maintient les religieux de Flavigny dans la possession des dîmes de « Chaumont et d'Einvaux ». Tel que c'est écrit, on pense à Chaumont, le village jumeaux d'Einvaux aujourd'hui disparu. Cependant, il aurait existé à Varangéville une seigneurie du nom de Chaumont. Lors de la création du prieuré, l'évêque de Metz aurait joint à la donation du domaine une seigneurie du nom de chaumont.
En 1243, il y eut un débat entre le prieuré et le duc Mathieu au sujet de l'exercice de la justice sur le ban de Port (Saint-Nicolas-de-Port). Le prince de Lorraine finit par confirmer à l'abbé de Gorze (le prieur), le droit de mettre un maire à Port, lequel maire rendra la justice en ce lieu.
En 1273, le duc Ferry confirme ce que Mathieu avait accordé puisqu'il reconnaît n'avoir aucun droit en la ville et le ban de Saint-Nicolas. Ces traités, accords et privilèges furent confirmés plus tard par les ducs de Lorraine Thiebaut, Ferry, Raoul, Charles II et Jean.
Toujours en 1273, le prieur de Varangéville est maintenu dans le droit de créer le maire, le doyen et les sept échevins de Saint-Nicolas-du-Port.
En 1313, Ferry IV donna au prieuré de Varengéville 14 livrées de terre pour le dédommager de la destruction des moulins de Varangéville que le duc avait ordonné pour le préjudice qu'ils causaient à la saline de Rosières.
En 1366, le prieuré est réduit à une grande misère à la suite de la mauvaise conduite du dernier prieur, Thiébaut de Ville. Son successeur Nicolas de Petite-Pierre le fit réparer.
Alexandre fils illégitime de Jean Ier duc de Bourbon est surnommé « le bâtard de Bourbon ». Lui et sa petite armée se livrent à divers pillages en Lorraine. En 1439, ils pillent et saccagent Varangéville.
Le 4 janvier 1477, avant la bataille décisive contre Charles le Téméraire, René II passe ses troupes en revue entre Varangéville et Saint-Nicolas.
Le 15 janvier 1498, René II permet au prieur de Varangéville de construire un moulin sur la Meurthe.
Dans les comptes du domaine de Nancy pour l'année 1444-1445, on trouve la mention d'une déduction accordée pour cause de grande mortalité dans les deux Varangéville.

### Ancien Régime
En 1545, le prieur de Varangéville est seigneur foncier d'Heillecourt et y possède le patronage de la cure.
Par lettres patentes du 9 avril 1573, le duc charles III ordonne aux meuniers de Saint-Nicolas et aux admodiateurs du prieuré de Varangéville de faire reconstruire le pont entre les deux villes emporté par les crues de l'hiver précédent.
Deux titres du 15 septembre et du 10 octobre 1580 contiennent une déclaration du maire d'Azelot et de tous les habitants assemblés à cet effet disant tous les droits que le prieur de Varangéville avait à Azelot. On apprend ainsi que le prieur est seigneur foncier et qu'il lui revient de créer le maire et la justice d'Azelot.
Dans un codicille du 25 novembre 1599, Anne Feriel fondatrice de l'hôpital de Maréville (Laxou) « ordonne la sépulture de son corps estre en l'église de Warangeville, en la chapelle où ses père et mère et son mari Claude Mengin sont inhumés ».
Le 28 septembre 1631, il y eut une protestation du prieur de Varangéville contre les seigneurs de Lenoncourt qui voulaient l'obliger à payer les frais du past (repas) qui se donne à Azelot par le mayeur le dimanche avant la Saint-Remy (Remy sans accent aigu).
Guerre de trente ans : dans une note des comptes du domaine de Nancy et pour justifier un manque à gagner fiscal, il est expliqué que les habitants de Varangéville ont présenté en 1633 une requête en grâce contenant ces arguments : « les remontrants ont souffert et supporté divers logements de gens de guerre tant de son altesse (le duc de Lorraine) que du roi de France et notamment pendant que la ville de Nancy était bloquée ; lesquels (soldats) auraient vécu si licencieusement et traité si mal leur hôtes que tous ceux de la grande Varangéville auraient quitté et abandonné leur maison ; durant lequel temps ils (les soldats) auraient fait battre et emmené où bon leur semble les blés, orges, avoines et foins qu'ils auraient trouvé èsdites Varangéville : même causé plusieurs ruines dans les maisons, brisé les portes, vitres et autres meubles ».
En 1712, la justice foncière de Manoncourt-en-Vermois et la seigneurie foncière d'Azelot appartiennent au prieuré de Varangéville.
Par une sentence de la cour souveraine datée du 30 juillet 1755, on apprend que le prieuré de Varangéville a été réuni à la primatiale de Nancy depuis un certain temps. Les chanoines du chapitre de cette primatiale ont hérité des privilèges détenus par le prieuré.
Dans un dénombrement du 27 novembre 1768, on note que « les habitants de Varangéville sont banaux au four ». Cela signifie qu'ils ont obligation de cuire au four banal (public) et de payer un droit d'usage.
Dans une note sans date de la primatiale de Nancy mais contemporaine au paragraphe précédent, figure une requête des officiers de l’hôtel de ville de Saint-Nicolas qui demandent la réunion des deux Varangéville à la communauté de Saint-Nicolas. Les habitants de Varangéville s'opposent à la prise en considération de cette demande.
À la fin du XVIIIe siècle, la primatiale de Nancy étant héritière des droits du prieuré de Varangéville, a de fait les droits de justice basse et foncière de Dommartemont ainsi que la création du maire et des autres officiers de justice.

### Varangéville et le haut conduit de Drouville
À la fin du Moyen Âge, un «haut conduit» était un droit lorrain perçu sur les marchandises dont le transporteur empruntait un chemin important appelé haut-conduit, haut-chemin ou haute chaussée. Ces districts fiscaux s'appelaient également haut conduit.
En 1589, le district nommé «haut conduit  de Drouville» s'étend de Serres à Varangéville. Son péage se situe à Drouville. Selon les comptes du domaine d'Einville, le haut conduit de Drouville se poursuit vers Dombasle, Sommerviller, Crévic et Maixe. La même source indique que depuis Varangéville, il partait du pont de Lowane, tirant tout droit jusqu'au signe patibulaire d'Essey, (la potence de justice). Il intégrait également Agincourt, Moulins, la Grande Bouxières, Brin, Bioncourt et Manhoué.
L'article 53 du traité de Paris du 21 janvier 1718 qui concerne la liberté de commerce et de communication réciproques entre la Lorraine et la généralité de Metz fait encore référence au haut-conduit de Drouville mais il n'apparaît plus comme district. Varangéville est alors rattaché au haut-conduit de Nancy. La pratique fiscale a également changée. Seuls les passages de marchandises d'un État à un autre sont taxées. Les États concernés sont aussi les évêchés annexés par la France. Lorsqu'une marchandise passait de Varangéville dans la commune voisine de Buissoncourt, ancienne généralité Metz, le transport était soumis à la foraine, une sorte de droit de douane, jusqu'en 1790 comme décrit dans le cahier de doléances de Buissoncourt.

### Période contemporaine

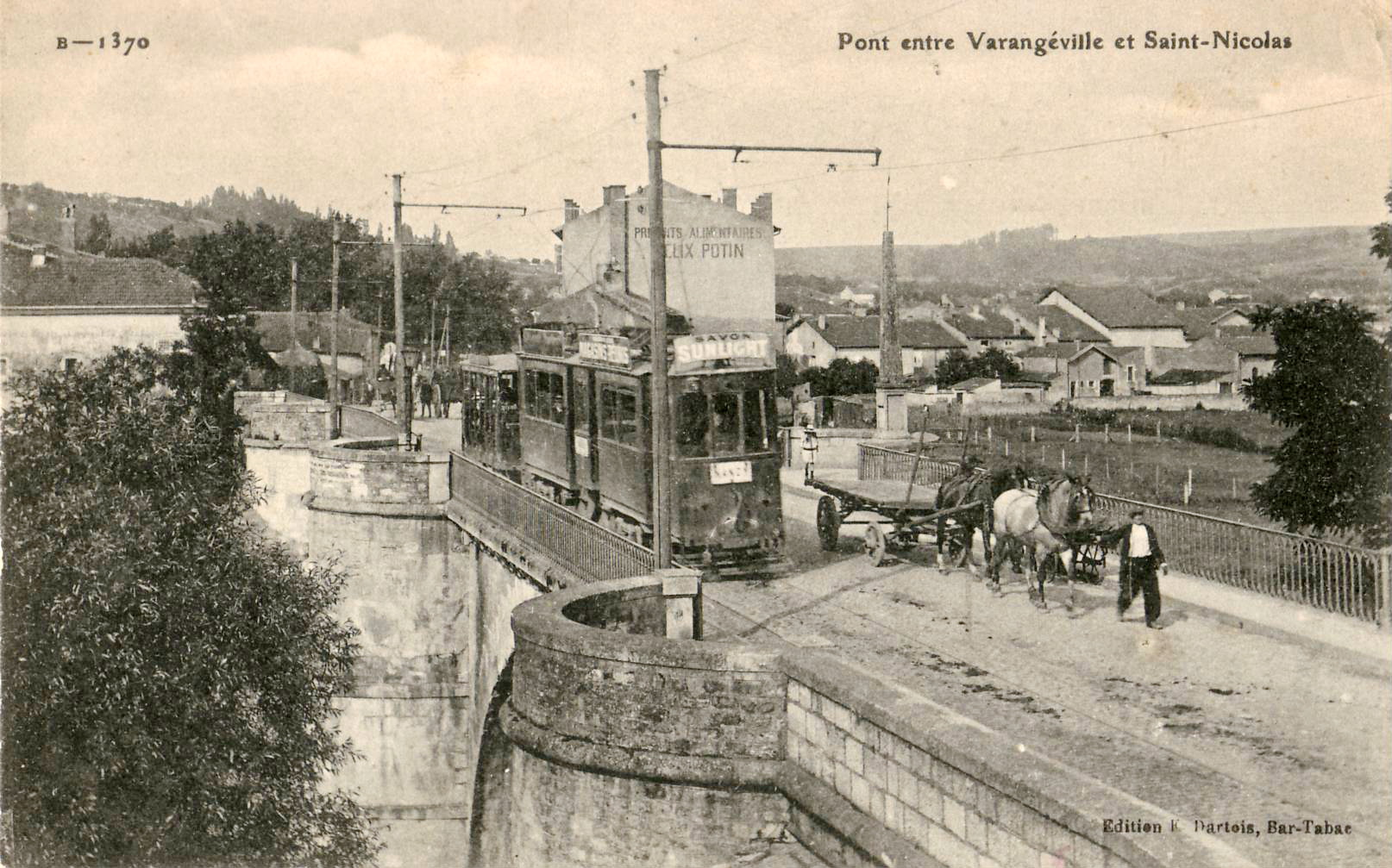
Varangéville fut desservie par la ligne de tramway reliant Nancy à Dombasle-sur-Meurthe exploitée à partir de 1910 par la Compagnie des tramways suburbains puis, de 1919 à 1949, par la Compagnie générale française de tramways.

En 1853, Henri Lepage cite les écarts de Maison-du-canal, Maison-Coleur et Maison-Puny. Le même auteur indique que le moulin d'Alba appartenait au prieuré de Varangéville au XVIIe siècle.
Le 31 octobre 1873, il se produisit un important effondrement dans la mine de sel Daguin, à peu de distance de la gare de Varangéville. L'accident a fait plusieurs victimes. L'effondrement avait pour origine l'utilisation mal maîtrisée de l'eau comme moyen de havage. Cette technique a été abandonnée à la suite de cet événement.
Le jeudi 26 avril 1916, une pièce d'artillerie allemande à longue portée tire sur Varangéville. Il s'agit probablement du « gros Max » installé à Hampont.

#### Lorette
Le site aurait été à l'origine un hôpital de lépreux. Plus tard, le lieu-dit s'appelle Le haut de Metz. Il est alors sur le ban de la petite Varangéville, En 1542, Nicolas Hanzelin lieutenant du receveur général de Lorraine et Mariette sa femme y construisent une chapelle. Elle deviendra plus tard la ferme de Lorette. Elle était située près de l'actuelle station d'épuration. On la retrouve en 1712 où elle est mentionnée comme oratoire de Notre-Dame de Lorette.

### Religion
Le prieuré qui portait le titre de Saint-Gorgon a été sécularisé en 1572. Il a été uni à la primatiale de Nancy en 1603. La bulle d'union donnée par le pape Clément VIII date du 11 décembre 1603.
En 1631, une partie des dîmes de Réméréville revenait au prieuré de Varangéville.
Dans l'état du temporel des paroisses de 1712, l'église de Varangéville est prieurale et paroissiale. Elle a Saint-Nicolas-de-Port pour annexe. Dans le pouillé de 1768, c'est l'inverse. Varangéville est annexe de Saint-Nicolas-de-Port. Varangéville est de nouveau transformé en annexe en 1802. Le patron de l'ancienne paroisse est saint Gorgon.

### Sobriquet
Dans une déclaration fournie par les habitants en 1738, ceux-ci déclarent qu'ils ont le droit de vaine-pâture sur les territoires circonvoisins. On sait que cette pratique est à l'origine de nombreux conflits. Cette prétention de vaine-pâture sur les bans voisins est-elle à l'origine du surnom des habitants de Varangéville : les gourmands ?

## Politique et administration

### Budget et fiscalité 2021
En 2021, le budget de la commune était constitué ainsi :
- total des produits de fonctionnement : 3 698 000 €, soit 1 013 € par habitant ;
- total des charges de fonctionnement : 3 486 000 €, soit 955 € par habitant ;
- total des ressources d'investissement : 512 000 €, soit 140 € par habitant ;
- total des emplois d'investissement : 622 000 €, soit 170 € par habitant ;
- endettement : 1 799 000 €, soit 493 € par habitant.

Avec les taux de fiscalité suivants :
- taxe d'habitation : 23,48 % ;
- taxe foncière sur les propriétés bâties : 30,67 % ;
- taxe foncière sur les propriétés non bâties : 39,69 % ;
- taxe additionnelle à la taxe foncière sur les propriétés non bâties : 27,57 % ;
- cotisation foncière des entreprises : 20,14 %.

Chiffres clés Revenus et pauvreté des ménages en 2020 : médiane en 2020 du revenu disponible, par unité de consommation : 22 320 €.

### Jumelage
- Bruchköbel (Allemagne) depuis le 3 mars 2012[54].

## Population et société

### Démographie

#### Évolution démographique
L'évolution du nombre d'habitants est connue à travers les recensements de la population effectués dans la commune depuis 1793. Pour les communes de moins de 10 000 habitants, une enquête de recensement portant sur toute la population est réalisée tous les cinq ans, les populations de référence des années intermédiaires étant quant à elles estimées par interpolation ou extrapolation. Pour la commune, le premier recensement exhaustif entrant dans le cadre du nouveau dispositif a été réalisé en 2006.

En 2022, la commune comptait 3 555 habitants, en évolution de −3,08 % par rapport à 2016 (Meurthe-et-Moselle : −0,13 %, France hors Mayotte : +2,11 %).
| 1793 | 1800 | 1806 | 1821 | 1831 | 1836 | 1841 | 1846 | 1851 |
| ---- | ---- | ---- | ---- | ---- | ---- | ---- | ---- | ---- |
| 640  | 702  | 716  | 702  | 732  | 718  | 669  | 689  | 715  |

| 1856 | 1861 | 1872  | 1876  | 1881  | 1886  | 1891  | 1896  | 1901  |
| ---- | ---- | ----- | ----- | ----- | ----- | ----- | ----- | ----- |
| 771  | 921  | 1 233 | 1 441 | 1 654 | 1 919 | 1 985 | 2 390 | 2 370 |

| 1906  | 1911  | 1921  | 1926  | 1931  | 1936  | 1946  | 1954  | 1962  |
| ----- | ----- | ----- | ----- | ----- | ----- | ----- | ----- | ----- |
| 2 546 | 2 717 | 2 728 | 3 998 | 3 897 | 3 982 | 4 076 | 4 072 | 4 382 |

| 1968  | 1975  | 1982  | 1990  | 1999  | 2006  | 2011  | 2016  | 2021  |
| ----- | ----- | ----- | ----- | ----- | ----- | ----- | ----- | ----- |
| 4 385 | 4 301 | 4 126 | 4 001 | 4 241 | 4 121 | 3 897 | 3 668 | 3 578 |

| 2022  | - | - | - | - | - | - | - | - |
| ----- | - | - | - | - | - | - | - | - |
| 3 555 | - | - | - | - | - | - | - | - |

### Enseignement
Établissements d'enseignements :
- Écoles maternelles et primaires à Varangéville, Saint-Nicolas-de-Port, Dombasle-sur-Meurthe, Lenoncour.
- Collèges à Saint-Nicolas-de-Port, Dombasle-sur-Meurthe, Art-sur-Meurthe, Pulnoy.
- Lycées à Dombasle-sur-Meurthe, Art-sur-Meurthe, Jarville-la-Malgrange, Tomblaine.

### Santé
Professionnels et établissements de santé :
- Médecins à Varangéville, Saint-Nicolas-de-Port, Dombasle-sur-Meurthe, Rosières-aux-Salines, Art-sur-Meurthe.
- Pharmacies à Varangéville, Saint-Nicolas-de-Port, Dombasle-sur-Meurthe, Rosières-aux-Salines, Laneuveville-devant-Nancy.
- Hôpitaux à Saint-Nicolas-de-Port, Essey-lès-Nancy, Vandoeuvre-lès-Nancy, Nancy.
- Centre hospitalier régional et universitaire de Nancy.

### Cultes
- Culte catholique, Paroisse Saint Nicolas en Lorraine[61], Diocèse de Nancy et Toul.

### Logement sociaux
En juillet 2025, la mairie de Varangéville, procède à la démolition des HLM de la rue Victor-Hugo, battis datant des années 1960.

## Économie

### Entreprises et commerces

#### Agriculture
- Culture de céréales, de légumineuses et de graines oléagineuses.
- Culture et élevage associés.
- Élevage d'autres bovins et de buffles, vente de viande bovine à la ferme.
- Élevage d'ovins et de caprins.
- Élevage d'autres animaux.
- culture maraîchère avec vente à la ferme.

#### Tourisme
- Hébergements et restauration à Varangéville, Saint-Nicolas-de-Port, Haraucourt, Réméréville, Champenoux, Athienville.
- Musée dans la mine de sel de Varangéville[63] et Maison du Sel à Haraucourt.

#### Commerces et services
- Commerces et services de proximité.

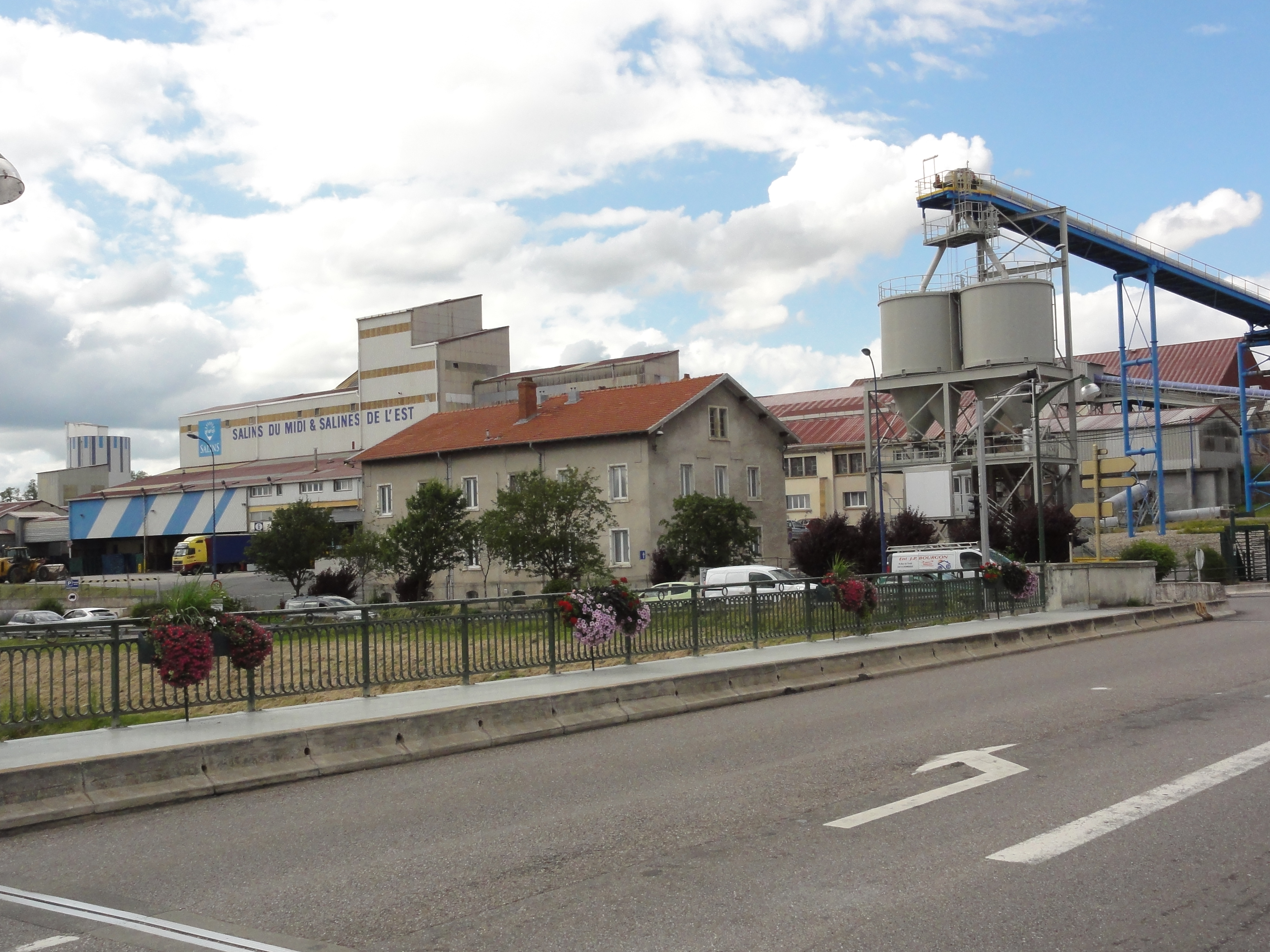
Salins du Midi et Salines de l'Est.
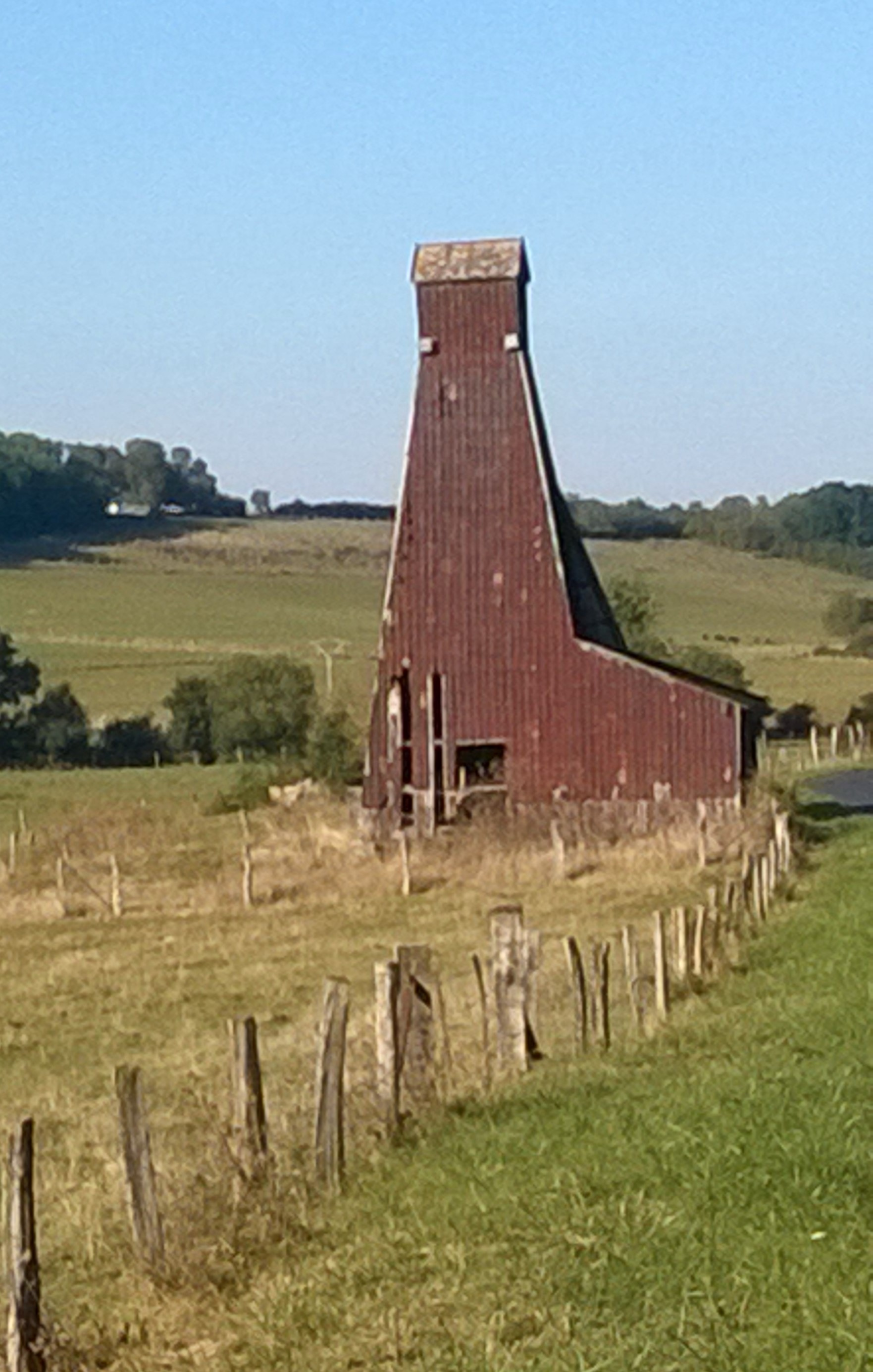
Sondages salins de la vallée la Roanne à Varangéville.

.
- Dans le sous-sol de Varangéville est exploitée depuis le 13 août 1855 la dernière mine souterraine de France[64]. Le site emploie 200 salariés dont une quarantaine mineurs. Il s'agit d'une mine de sel gemme, ce sel est actuellement exploité à une profondeur de 160 m, là où sa pureté est la meilleure[64],[65].

Le site produit en moyenne 500,000 tonnes de sel gemme, soit le quart de la production française du groupe Compagnie des Salins du Midi et des Salines de l’Est (CSMSE), le restant provenant de la mer. Le sel produit est utilisé à 95 % comme sel de déneigement, et à 5 % pour l'agriculture.
La mine est aussi est un site touristique accueillant des visiteurs.
Depuis 1973 à la mine de Marsal, la statue de sainte Barbe et son étendard a été réinstallée à la saline de Varangéville.

## Culture locale et patrimoine

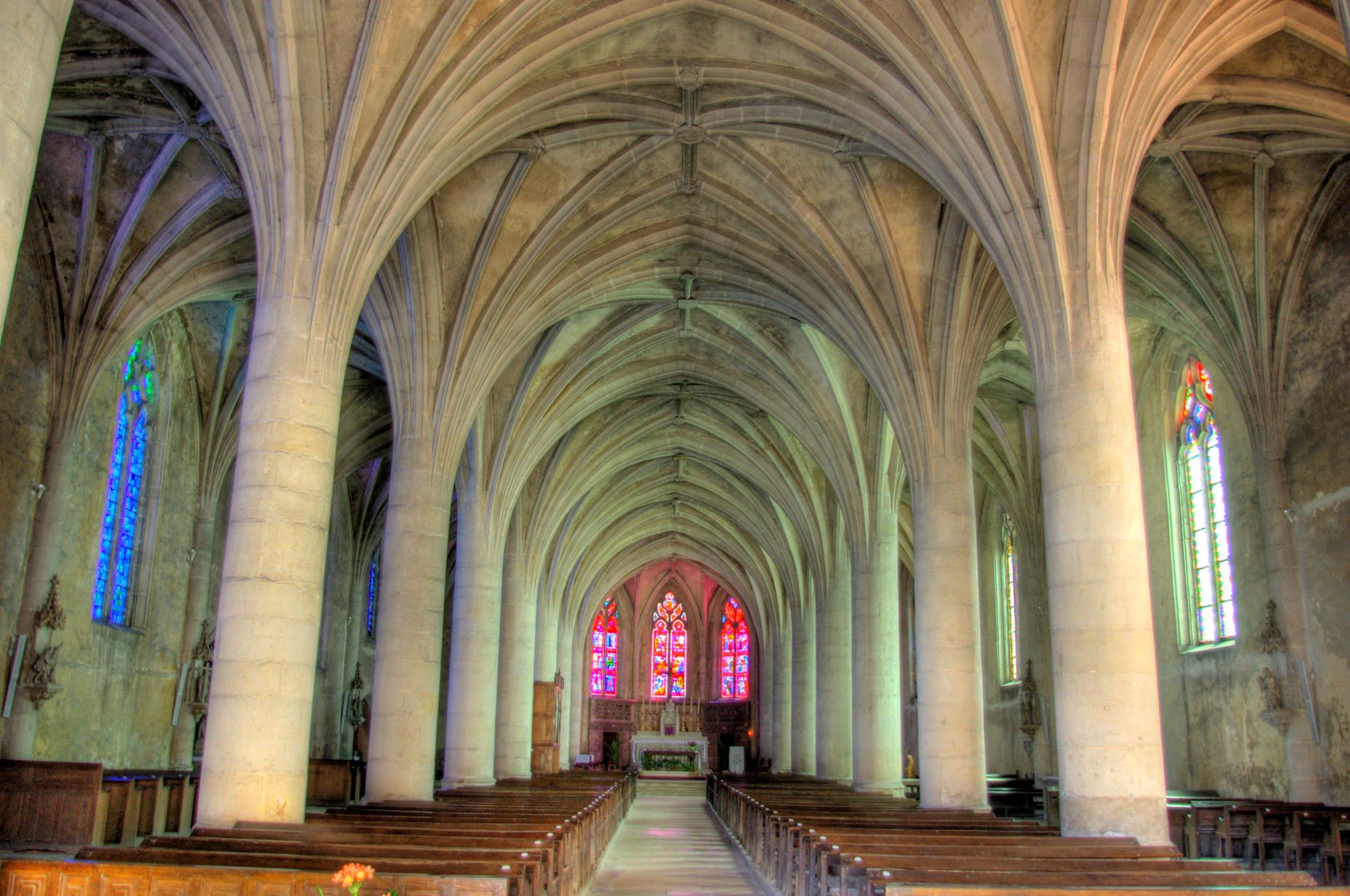
Vue intérieure de l'église Saint-Gorgon.
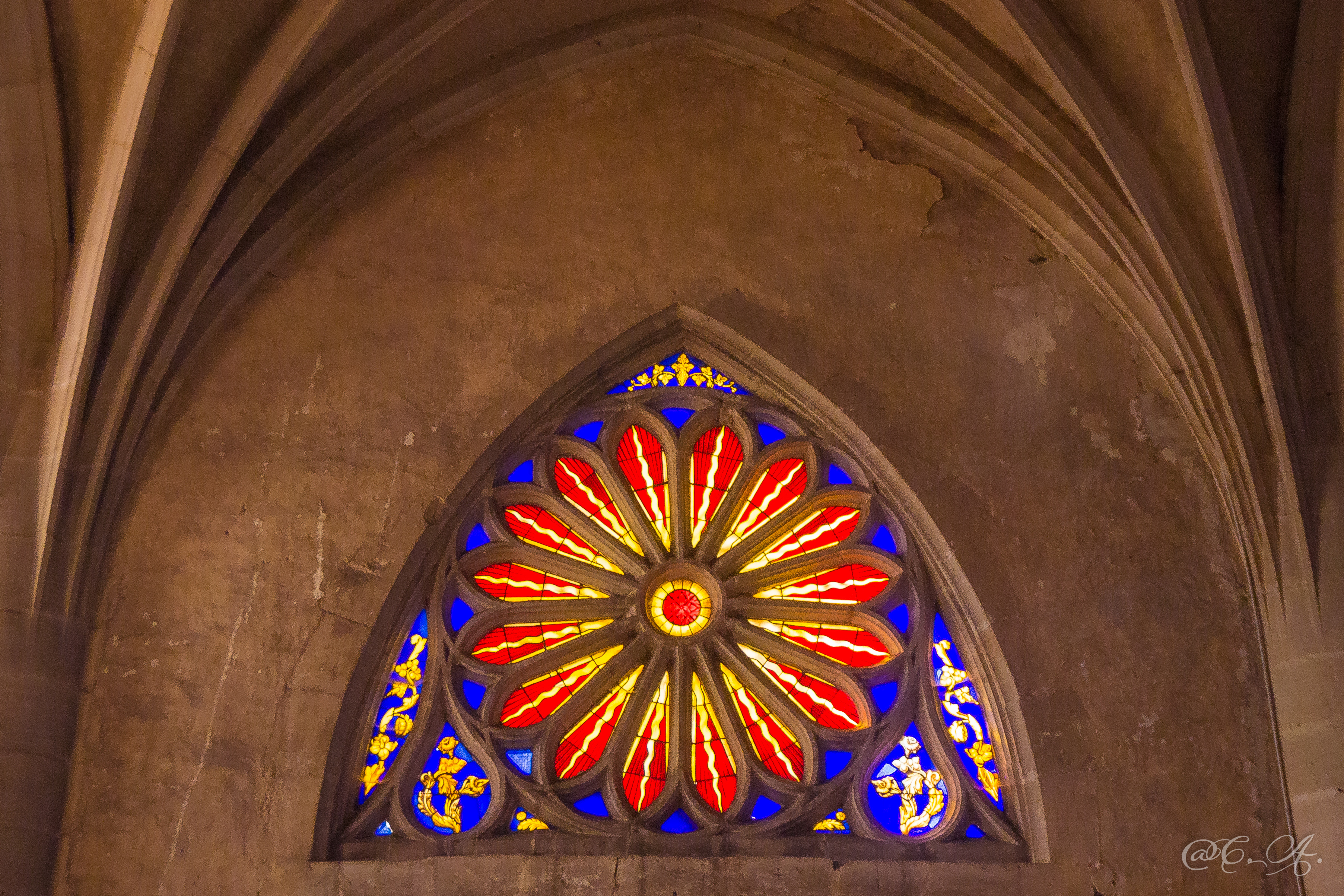
Rosace de l'église Saint-Gorgon.
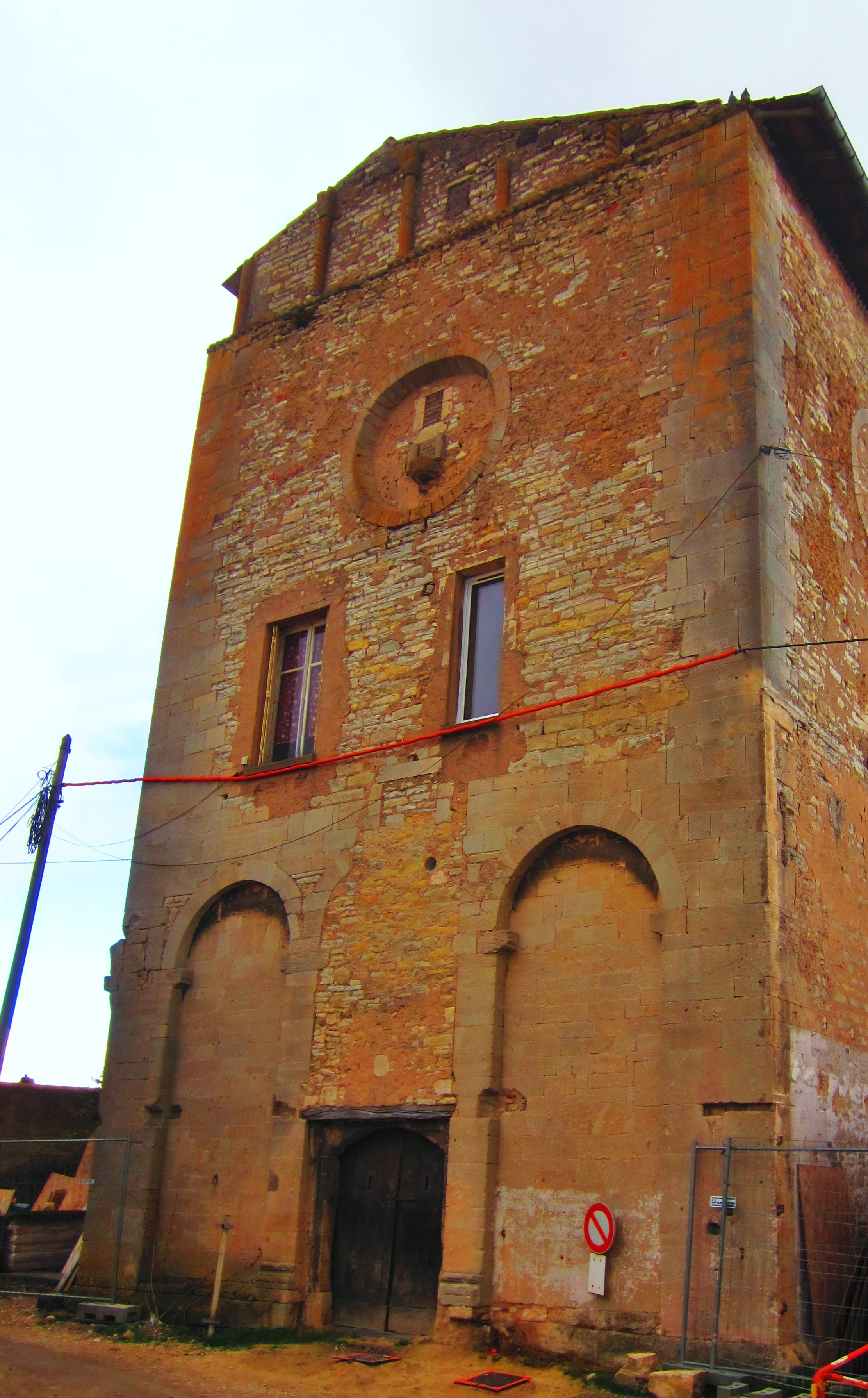
Ancienne église prieurale.
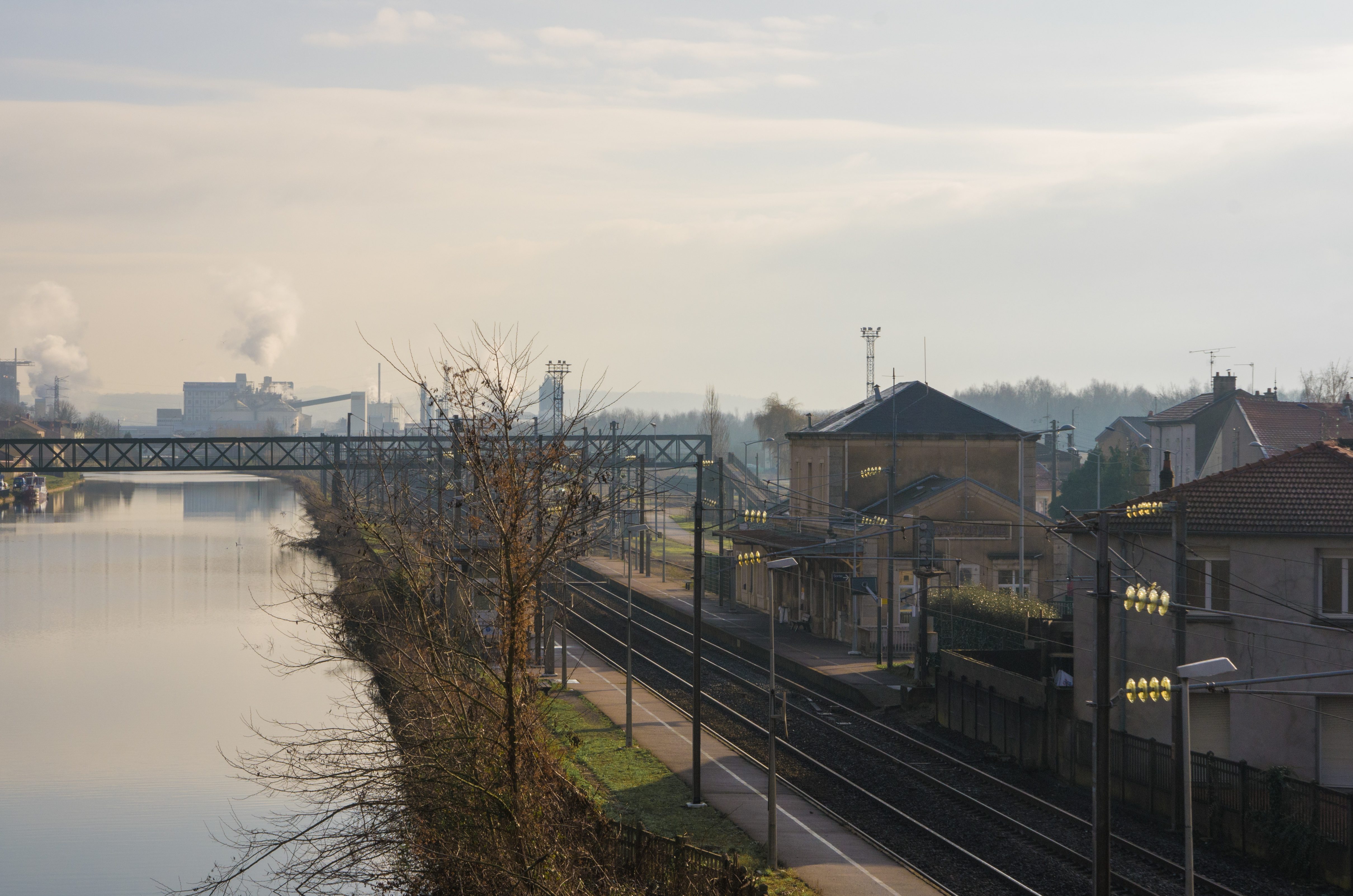
Gare de Varangéville - Saint-Nicolas.
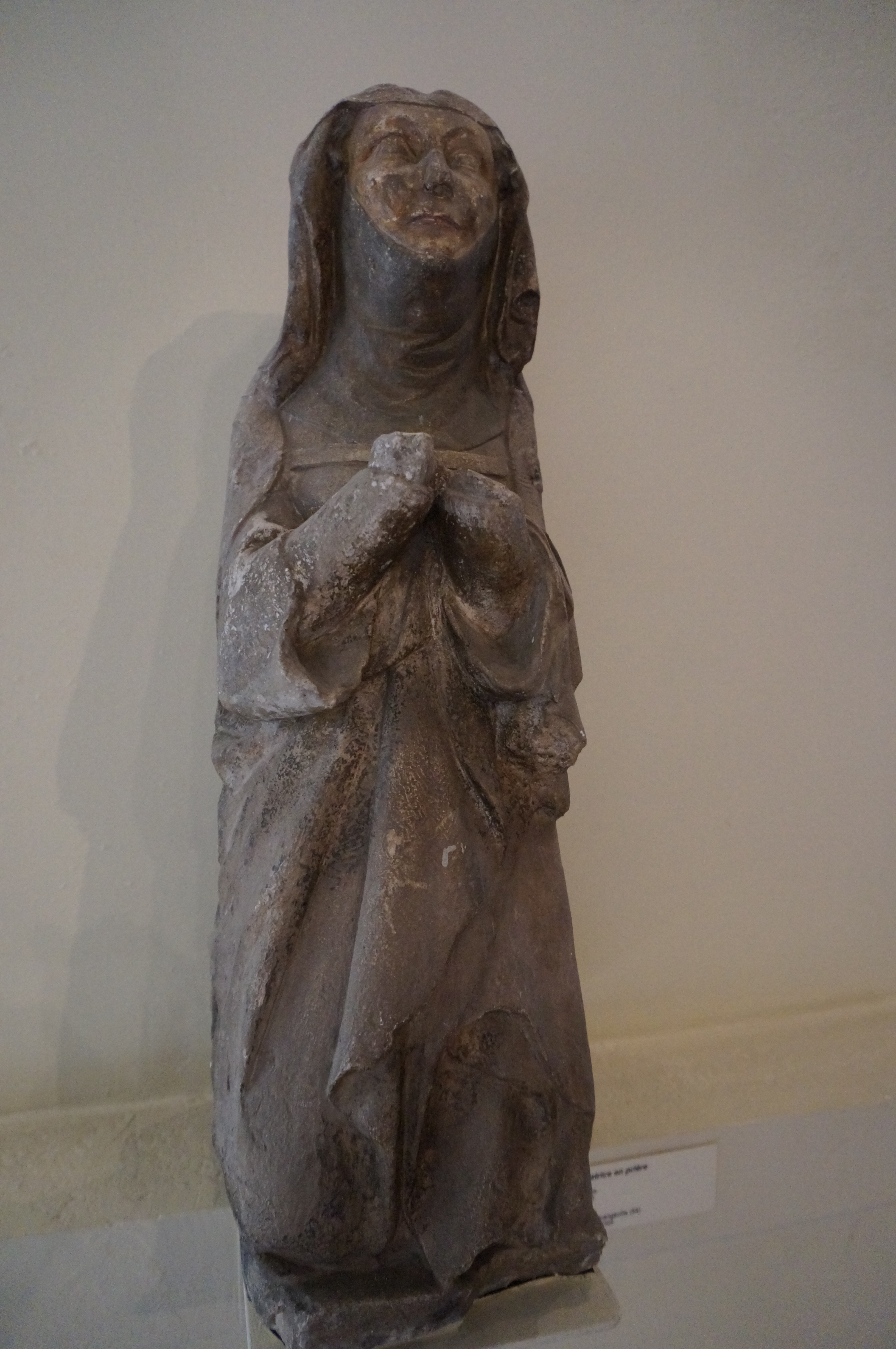
Sculpture de Jean Crocq[68] présentée au Musée Lorrain.

### Lieux et monuments

#### Voie antique
Henri Lepage signale une voie romaine de second ordre qui passerait au Léomont près de Lunéville, arriverait sur les hauteurs de Varangéville et continuerait en direction de Scarponne. Cette information se recoupe avec le chemin de Metz à Lenoncourt et l'ancien lieu-dit le haut-de-Metz près de Lorette.

#### Édifices civils
- Fosse cultuelle non-chrétienne en bordure du cimetière.
- Nécropole mérovingienne VIe à VIIIe, correspondant à une population d'environ 20/30 personnes (fouillée en 1943)[70].
- Sondages salins de la vallée de la Roanne, édifice objet d’une inscrpition au titre des monuments historiques depuis 1986[71].
- Jusqu'en 1984, la commune de Varangéville fut traversée par un transporteur aérien de calcaire : le TP Max, d'une longueur de 18 km. Celui-ci détient le record de longévité : 60 ans d'activité ininterrompue. Construit en 1927, c’était une véritable prouesse technique[72].

#### Édifices religieux
- Église Saint-Gorgon, classée au titre des monuments historiques par arrêté du 4 juillet 1907[73]. Cet édifice de style gothique tardif est une réussite exceptionnelle comme église-halle. La construction peut-être attribuée au priorat de Jean de Lorraine (1508-1545) (les armoiries figurent sur la nef du cœur) durant le premier tiers du XVIe siècle (la date de 1528 est inscrite sur une clé de voûte de la 3e travée de la nef). C'est l'époque où se terminait l'église voisine de Saint-Nicolas-de-Port. L'extérieur de l'église manque d'allure et d'élégance (le clocheton est du XIXe siècle); elle est recouverte d'une seule toiture et les façades latérales sont soutenues par de puissants contreforts séparant des fenêtres irrégulières. La façade est pauvre, mais l'intérieur est tout autre. Cette église-halle, dont les bas côtés sont à la même hauteur que la nef, se caractérise par la pureté de l'architecture dont le seul décor est constitué de colonnes cylindriques sans chapiteaux dont les nervures s'étalent dans la nef comme autant de feuilles de palmiers[74]. Son plan est très simple : une nef centrale de huit travées avec des bas côtés, prolongées par une abside à cinq pans. Il n'y a pas de transept. Sur le bas-côté nord s'ouvrent trois chapelles.

Le mobilier est particulièrement riche. Un ancien mur retable à trois niches. Il abrite deux statues ; à droite celle du pape saint Urbain (bois XVe siècle) assis tenant un livre et des épis, à gauche celle d'un évêque, assis, sans attributs permettant de l'identifier. La niche du centre contenait une Vierge à l'Enfant qui a disparu en 1980. Dans la première chapelle une mise au tombeau (XVIe siècle) constituée d'un ensemble de dix personnages en grandeur naturelle ; huit sont traditionnels de ces sculptures monumentales ici s'y ajoutent deux anges en prière. Au-dessus trois consoles supportent chacune une statue. Dans la seconde chapelle un autel surmonté d'une Vierge assise allaitant l'Enfant Jésus qui joue avec une colombe (XIVe siècle) entourée de deux anges portant des flambeaux. Cette très belle pièce, typiquement lorraine, a été fort maltraitée vers 1840, quand un sentiment de fausse pudeur a fait gratter le sein de la Vierge. Dans la troisième chapelle, une pietà de bois peint datant du XVIe siècle elle aussi caractéristique de la région lorraine.
- Les "Encastrés".

Source : https://www.saintnicolasenlorraine.com/_media/publisher-eglise-varangeville.pdf (page8).
Verrières,,,,.
Orgue de Charles Didier-Van Caster (1904),.
Christ de pitié du sculpteur flamand Jean Crocq en Lorraine, déposé au Musée Lorrain.
- Ancienne église prieurale, rue Jean-Jaurès, restes du prieuré XIe/XIIe, dont le portail de l'église primitive et sa façade remaniée, classée au titre des monuments historiques par arrêté du 27 juillet 1987[87].
- Vestiges de l'ancien couvent des capucins XVIIe bâti en 1611 par Éric de Lorraine-Chaligny, évêque de Verdun. Il y fut d’ailleurs enseveli avec ses neveux François de Lorraine-Chaligny, évêque de Verdun et Henry de Lorraine, marquis de Mouy et comte de Chaligny[88] (Leurs restes ont été transférés dans l'Église des Cordeliers de Nancy). Ce couvent est construit en partie avec d'anciens bâtiments (notamment la chapelle) de l'ancien hôpital Saint-Germain. Cet hôpital avait été bâti par des chanoines de la primatiale[89].

### Patrimoine naturel
- Plusieurs espèces d'orchidées sont présentes sur le territoire de la commune (exemples : Epipactis atrorubens, Orchis de fuchs, Orchis militaris...)[90].

### Personnalités liées à la commune
- Errik de Lorraine-Chaligny, fils d'une branche cadette des princes de Lorraine et 88e évêque de Verdun est né à Nancy le 14 mars 1576, mort à Nancy le 27 avril 1623. Il fut d'abord inhumé à Varangéville, au couvent des capucins qu'il avait lui-même créé[91]. Ses restes furent ensuite transférés dans l'église des Cordeliers de Nancy.
- François de Lorraine, neveu et successeur du précédent, 89e évêque de Verdun, fut inhumé au couvent des capucins à Varangéville, au côté de son oncle en 1661[35].
- Joseph Grandemange (né Erard Joseph Granddemange le 16 février 1647 à Heillecourt[92] et mort le 8 novembre 1730[93]), maître d'école à Burthecourt[94],[95], amodiateur et receveur du prieuré de Varangéville[94], prévôt et maître de la prévôté de Saint-Nicolas-de-Port[94], avocat[94], maire de Saint-Nicolas-de-Port[96], conseiller au Parlement de Metz de 1706 à 1708[96], anobli à Lunéville le 25 janvier 1708 par lettres de Léopold Ier de Lorraine[96] ;
- Nicolas-François Grandemange (né le 26 août 1688 à Varangéville et mort le 7 octobre 1753), fils du précédent, colonel d'infanterie, seigneur d'Anderny et de Vatimont, conseiller à la cour souveraine de Lorraine[96], chevalier, conseiller d’État ordinaire du Roi[97] ;
- Jean-François Mathieu né à Varangéville en 1763. Il s'engage dans le régiment d'Auxonne le 14 février 1780 et embarque à Brest le 2 mai 1780 à destination de Newport. Le régiment rejoint l'armée du général Washington et combat à ses côtés[98].
- Louis Raspony, bachelier ès-sciences, employé de saline, figure au tableau d'honneur du département de la Meurthe pour sa bravoure pendant la guerre de 1870[99].
- Marie-Louise Courtaux épouse Marchal née à Varangéville le 7 février 1906. Elle rejoint les rangs de la France Libre en mars 1942 depuis l'Afrique. Il y eut très peu de femmes ayant fait cette démarche[100].
- Anne Perry-Bouquet (1926-2018), écrivaine née à Varangéville, auteur de romans, nouvelles, pièces de théâtre et fictions radiophoniques.

### Héraldique, logotype et devise
| Blason de Varangéville | Blason  | De gueules à un Saint Gorgon à cheval armé de pied en cap et terrassé d'or. |
| Blason de Varangéville | Détails | Varangéville faisait partie depuis le Haut Moyen Âge du temporel de l'abbaye de Gorze dans le Pays Messin. Le blason communal reprend donc celui de Gorze, s'en différenciant par un champ de gueules au lieu d’azur. Le statut officiel du blason reste à déterminer. |